# Blauet de Malàisia
El blauet de Malàisia o blauet de Malaca (Alcedo peninsulae) és una espècie d'ocell de la família dels alcedínids (Alcedinidae).

## Taxonomia
És una espècie monotípica, si bé molts autors la consideren una subespècie d'Alcedo euryzona

## Hàbitat i distribució
Habita rius de la selva des del sud de Myanmar, cap al sud, a través de la Península Malaia fins Sumatra, Borneo i altres illes menors.